# Cijany
Cijany (lit. Cijonai) – wieś na Litwie, w okręgu uciańskim, w rejonie ignalińskim, w gminie Łyngmiany.

## Historia
W czasach zaborów zaścianek w gminie Łyngmiany, w powiecie święciańskim, w guberni wileńskiej Imperium Rosyjskiego. W 1866 roku miał 20 dusz rewizyjnych. Należał do dóbr skarbowych Łungmiany. W 1905 roku wieś liczyła 94 mieszkańców, 88 dziesięcin.
W dwudziestoleciu międzywojennym folwark i wieś leżały w Polsce, w województwie wileńskim, w powiecie święciańskim, w gminie Kołtyniany.
W 1931:
- folwark w 2 domach zamieszkiwało 10 osób[3].
- wieś w 9 domach zamieszkiwało 51 osób[3].

Od 1945 roku w Litewskiej Socjalistycznej Republice Radzieckiej.
Od 1990 na niepodległej Litwie.